# Cimitero militare canadese di Ortona

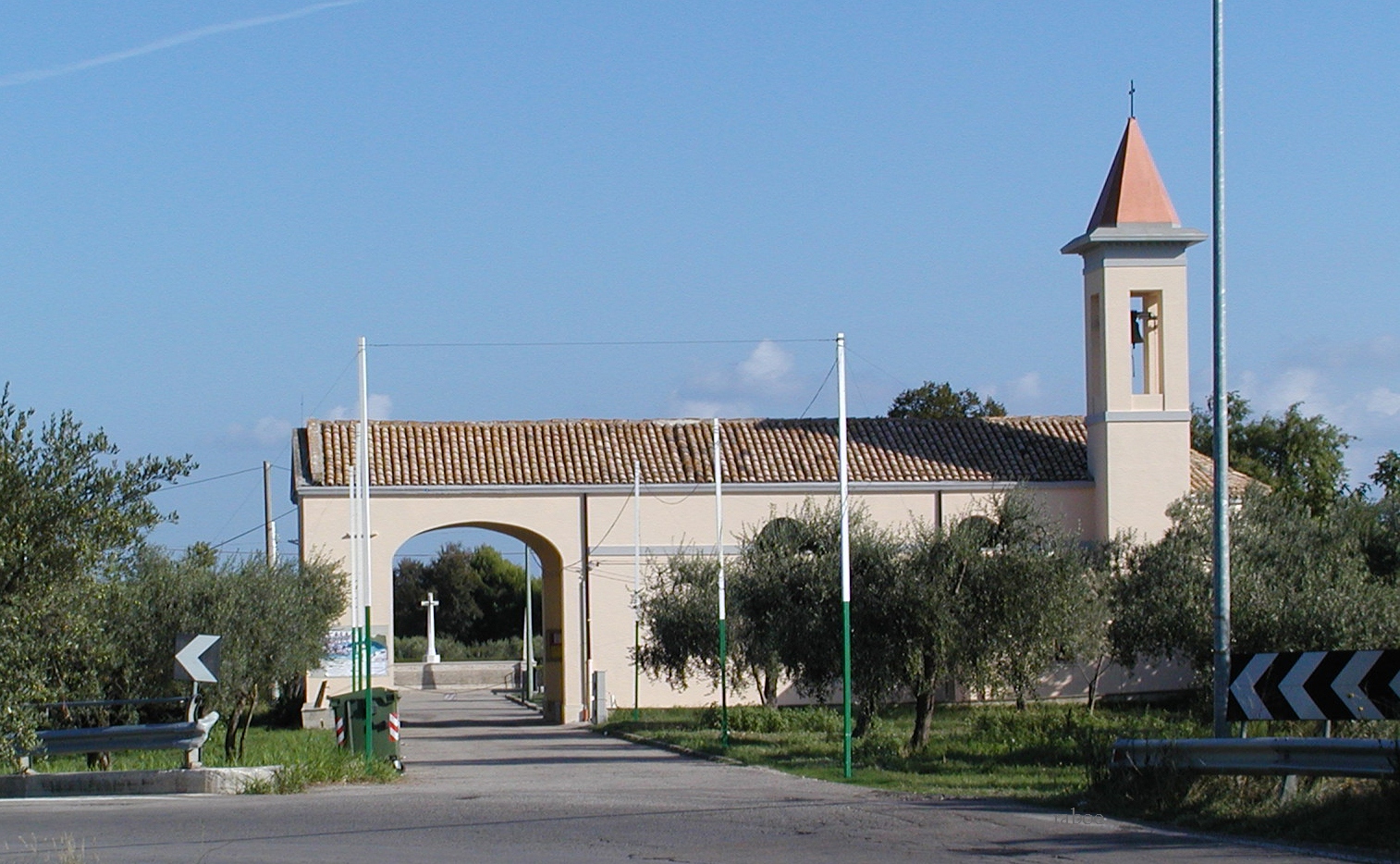
La chiesa del cimitero militare di Ortona

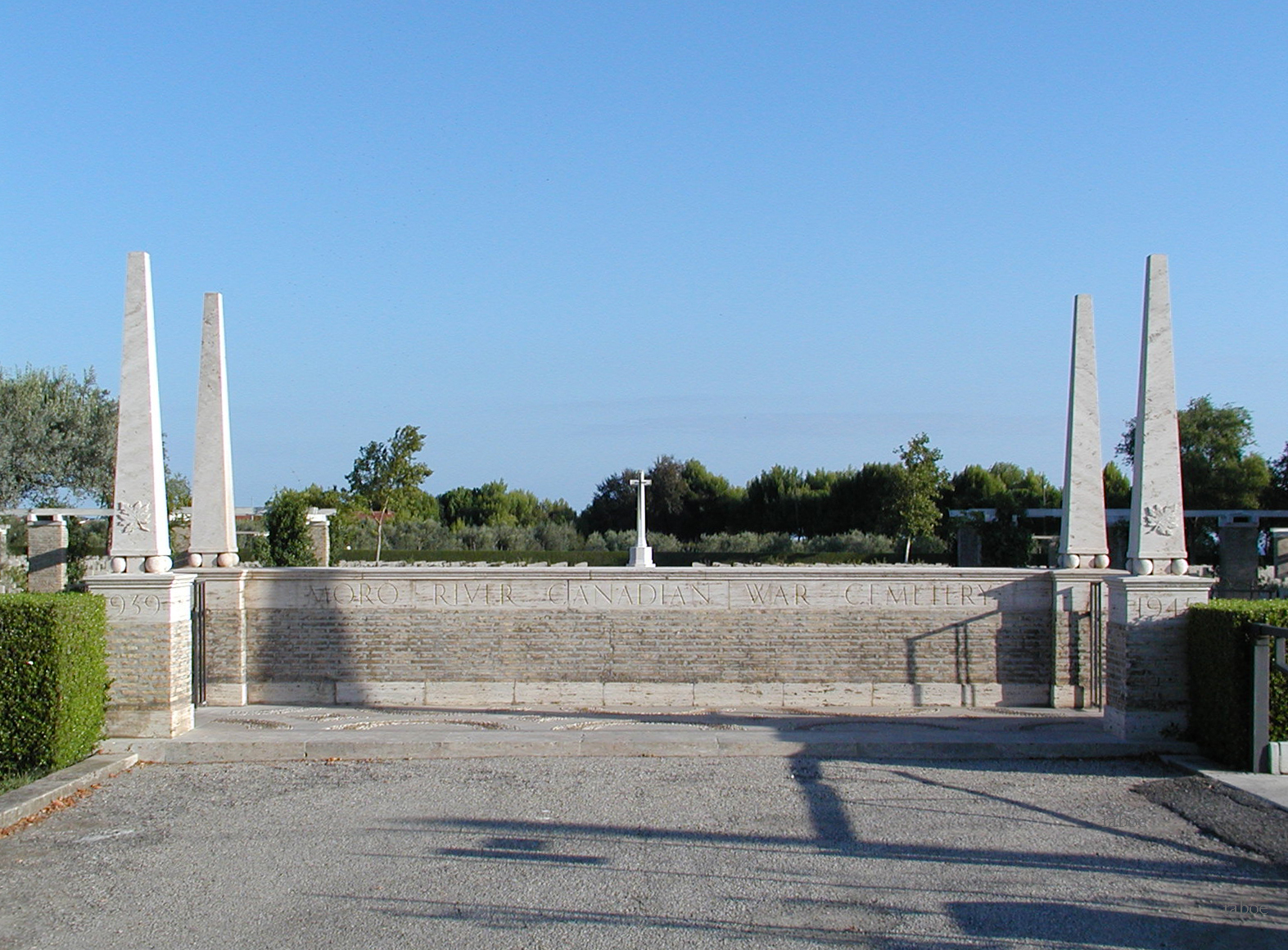
Cimitero militare canadese di Ortona

Il cimitero militare canadese di Ortona, in inglese Moro River Canadian War Cemetery, è situato nella frazione di San Donato del comune italiano di Ortona (provincia di Chieti, Abruzzo), su un'altura nei pressi della costa adriatica. 
Nel cimitero sono raccolte le spoglie dei soldati del Commonwealth britannico, in massima parte canadesi, morti nel dicembre del 1943 durante la Campagna del fiume Moro per l'attraversamento del fiume Moro e successivamente nella battaglia di Ortona .
Il cimitero, il cui sito fu scelto nel gennaio del 1944 dal Corpo Canadese, presenta una forma rettangolare. Le tombe sono disposte su file parallele e aggregate a formare tredici settori indipendenti . Nella parte meridionale si trova la piccola chiesa di San Donato, affiancata da un arco che funge da ingresso principale .
Il numero dei caduti (1665 in totale) in base alla nazionalità è così suddiviso :
- 1375 del Canada;
- 169 del Regno Unito;
- 4 dell'Australia;
- 42 della Nuova Zelanda;
- 16 del Sudafrica;
- 5 dell'India;
- 2 di altri stati;
- 52 non identificati.

Il cimitero contiene il maggior numero di caduti canadesi in Italia.